# Altipolia mosaica
Altipolia mosaica är en fjärilsart som beskrevs av Plante 1985. Altipolia mosaica ingår i släktet Altipolia och familjen nattflyn. Inga underarter finns listade i Catalogue of Life.